# Dilkea granvillei
Dilkea granvillei är en passionsblomsväxtart som beskrevs av Feuillet. Dilkea granvillei ingår i släktet Dilkea och familjen passionsblomsväxter. Inga underarter finns listade i Catalogue of Life.